# SN 2010jn
SN 2010jn – supernowa typu Ia odkryta 12 października 2010 roku w galaktyce NGC 2929. W momencie odkrycia miała maksymalną jasność 19,20m.